# Дарко Бойович
Дарко Бойович (словен. Darko Bojovič; нар. 1 квітня 1985, Целє, СР Словенія) — словенський футболіст, півзахисник, зараз — дитячий тренер у клубі «Цельє».

## Життєпис
Виступав за команди «Загор'є» і «Дравиня» в нижчих лігах Словенії. Взимку 2007 року перейшов в австрійський «Дойч». Взимку наступного року підписав контракт з чорногорським клубом «Грбаль» з міста Радановичі. У складі команди провів 4 матчі в Кубку Інтертото 2008. Пізніше перейшов у «Петровац» з однойменного міста.
У вересні 2009 року підписав контракт маріупольським «Іллічівцем», де отримав 6-ий номер. У складі команди провів всього 1 матч у чемпіонаті України, 18 жовтня 2009 року проти харківського «Металіста» (0:2). Дарко вийшов на 82-ій хвилині замість Павла Кирильчика. У молодіжній першості України провів 5 матчів. У січні 2010 року покинув «Іллічівець».
У вересні 2010 року підписав контракт з клубом другої ліги Словенії «Шмартно 1928». У команді провів всього 3 матчі. У січні 2011 року перейшов в австрійський «Дойч». Пізніше став дитячим тренером в клубі «Цельє».